# Claude Lemesle
Claude Lemesle (Parigi, 12 ottobre 1945) è un paroliere francese fondamentale della canzone francese: al momento ha al suo attivo 1.350 canzoni pubblicate.

## Biografia
Claude Lemesle da giovane si appassiona alla storia e al calcio. Per quanto riguarda gli studi, ha seguito corsi di letteratura presso la 
Classes préparatoires littéraires (Khâgne). Ha anche frequantato l'École Normale Supérieure e conseguito una laurea in storia. Affascinato dall'ambiente dello spettacolo, rinuncia alla carriera professionale da insegnante.
Frequenta il Petit Conservatoire di Mireille Hartuch e, nel contempo, si esibisce in vari cabaret. All'American Center in Boulevard Raspail a Parigi, incontra il figlio del regista Jules Dassin, Joe Dassin e inizia una collaborazione che verrà interrotta solo dalla morte prematura del cantante. Nel 1970  pubblica il suo primo successo come autore, ovvero La Fleur aux dents.
Per i testi delle sue canzoni ha ricevuto i complimenti di Georges Brassens. Come Pierre Delanoë, il suo elenco di interpreti è molto vasto ed eclettico. Inoltre i due autori scrivevano spesso insieme.
Lemesle ha scritto canzoni per Serge Reggiani, Joe Dassin, Gilbert Montagné, Michel Sardou, Michel Fugain, Gilbert Bécaud, Nana Mouskouri.
È stato presidente della SACEM, nonché presidente onorario del Syndicat national des auteurs et des compositeurs (Unione Nazionale degli Autori e dei Compositori).
Nel 2006 è stato istituito il Grand Prix Claude Lemesle in suo nome. Il premio ha poi assunto il nome di Prix Pierre Delanoë in onore del cantautore francese Pierre Delanoë.

## Opere
- (con Allain Leprest), L'art d'écrire une chanson, Eyrolles, Parigi, 2010  ISBN 2212545630
- Puisque tu veux tout savoir!; confidences à Julien Dassin, Editore A. Michel, Parigi, 2005